# موجينس
موجان (بالفرنسية: Mougins)‏ هي  بلدية فرنسية تقع في إقليم الألب البحرية من منطقة بروفنس ألب كوت دازور في جنوب شرق فرنسا. تبلغ مساحة هذه المدينة 25.64 (كم²)، وترتفع عن سطح البحر م، يبلغ عدد سكانها 19703 نسمة حسب إحصاء المعهد الوطني للإحصاء والدراسات الاقتصادية سنة 2009 م. وترأس Richard Galy البلدية خلال فترة (2008–2014).

## معرض صور

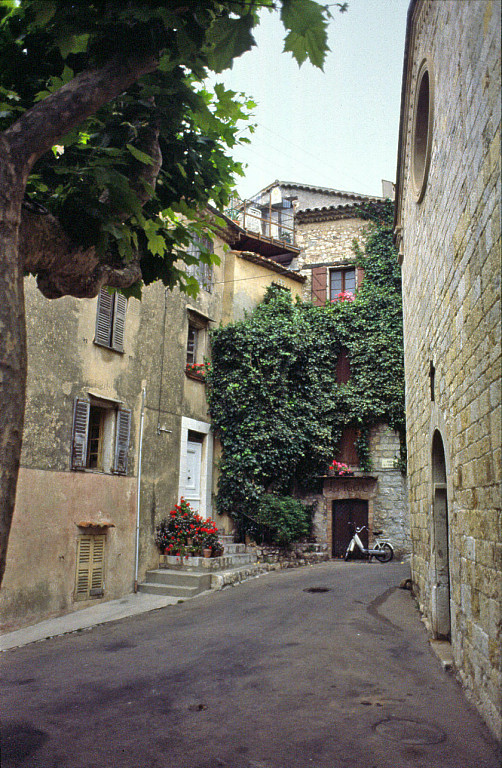
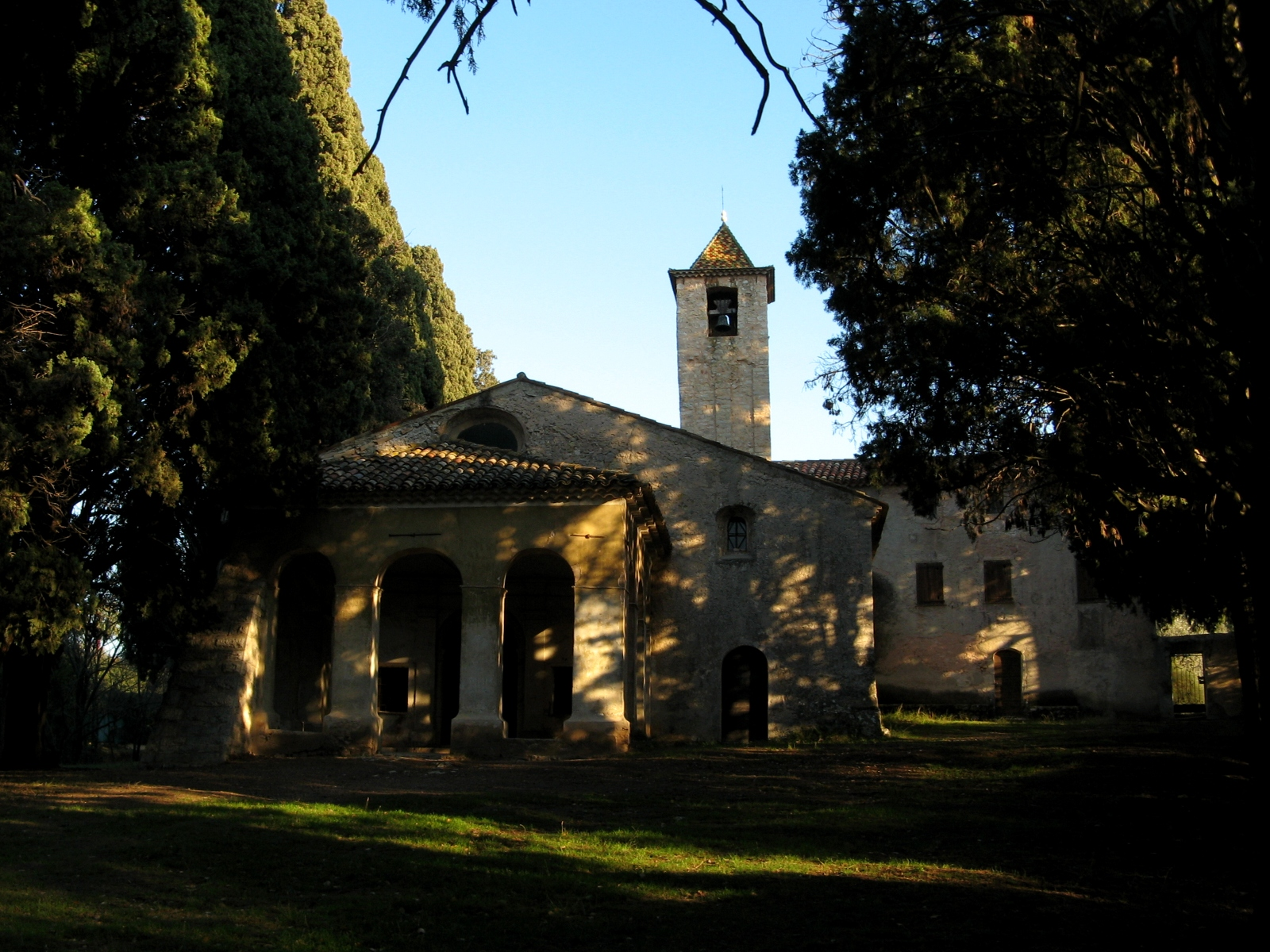
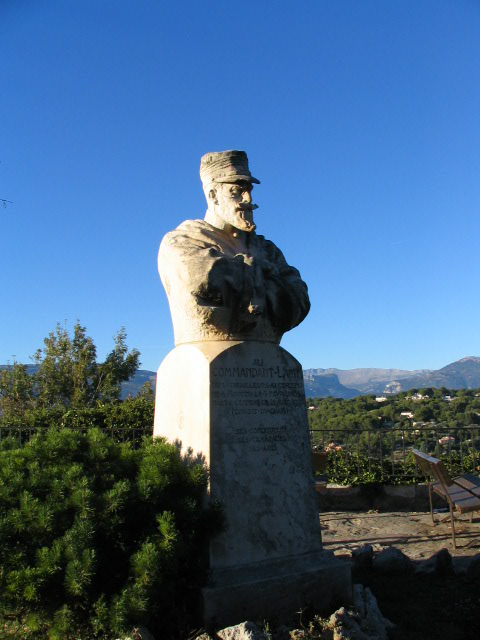
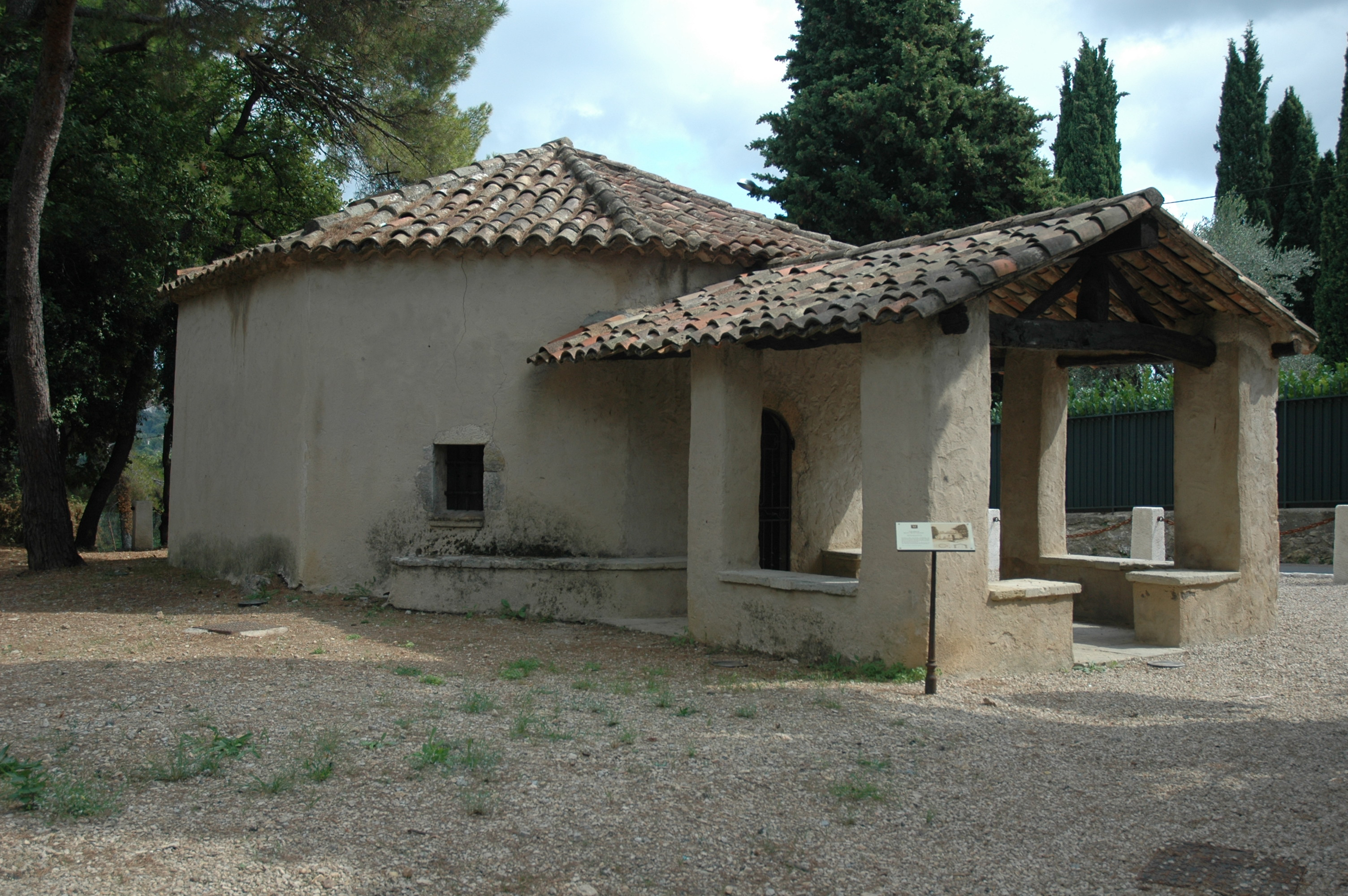

## توأمة
لموجينس اتفاقيات توأمة مع:
- أشهآيم

## وصلات خارجية
- صفحة البلدية على موقع المعهد الوطني للإحصاء والدراسات الاقتصادية